# Alejandro de los Santos
Alejandro Nicolás de los Santos Godoy, (Paraná, Entre Ríos, 19 de mayo de 1902-Buenos Aires, 16 de febrero de 1982), conocido simplemente como Alejandro de los Santos y apodado como «el Negro», fue un futbolista argentino, goleador en las décadas de 1920 y 1930 que se destacó en el Club Sportivo Dock Sud, Club El Porvenir, Club Atlético Huracán y la selección argentina.

## Biografía
Se inició futbolísticamente en el Club Oriente del Sud, pero su primer salto lo dio al llegar en 1921 al Atlético San Lorenzo de Almagro en donde solo disputó ocho encuentros, pero logró dejar su huella goleadora.
El debut en el cuadro de Boedo ocurrió el 22 de mayo en la victoria ante el Atlético Banfield por 2 a 0. Ese mismo año fue incorporado por Sportivo Dock Sud que participaba en la Primera División, y a fuerza de goles y de buenas campañas, a principios de 1924 fue adquirido por El Porvenir y allí se convirtió en ídolo y en uno de los más temibles goleadores de la década.

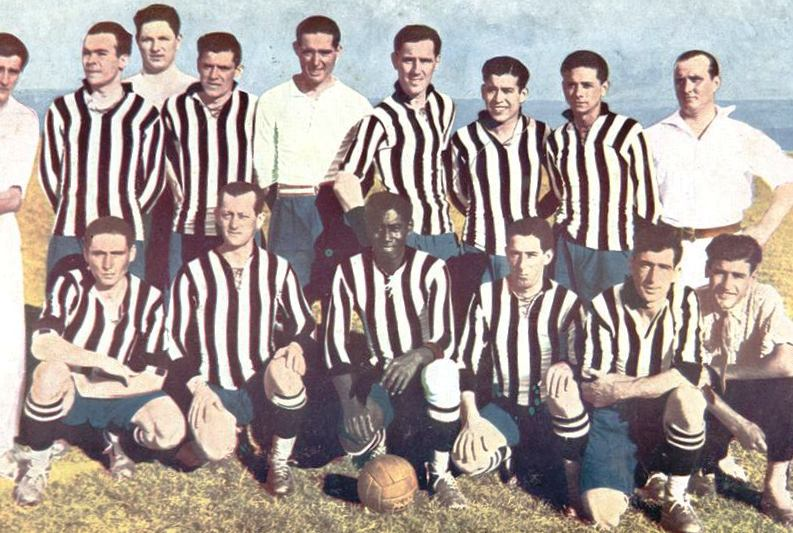
El Porvenir, campeón de la Primera B de 1927

Vistiendo la camiseta de El Porvenir disputó un total de 148 partidos y marcó ochenta goles (más de un gol cada dos partidos). Además, logró el título de campeón de la Primera B en 1927 siendo la máxima figura del equipo y el goleador absoluto del torneo con veinticuatro conquistas.
Sus buenas actuaciones en el club de Gerli lo llevaron a ser convocado por la selección argentina en donde compartió delantera con Manuel Seoane, quien a su vez era su compañero de ataque en El Porvenir. Debutó con la selección el 10 de diciembre de 1922 en Montevideo donde el local, Uruguay, triunfó por 1 a 0. Jugó cinco partidos entre 1922 y 1925 y no marcó goles.
De los Santos es el segundo máximo goleador en la historia de El Porvenir, en sus casi cien años, aunque todos sus goles los convirtió en la era amateur. En su honor, en 2014 el microestadio techado cerrado del club de Gerli lleva su nombre.
Desde 1931 hasta 1934 fue jugador del Atlético Huracán y, allí, De los Santos se convirtió en futbolista profesional. Allí formaría una dupla letal junto a Herminio Masantonio y el gran logro que tuvo en esta institución fue la conquista de la Copa de Honor «Beccar Varela» al vencer por 2 a 1 al Atlético Lanús en la final. En el Atlético Huracán disputó un total de ochenta y ocho partidos y convirtió veinticinco goles.
En el club del parque de los Patricios no solo se destacó por su juego y sus goles, sino que también años más tarde fue director técnico del primer equipo, dirigiendo entre otros jugadores a Alfredo Di Stéfano.

## Trayectoria
| Equipo              | Temporadas | Partidos | Goles | Promedio |
| ------------------- | ---------- | -------- | ----- | -------- |
| San Lorenzo         | 1921       | 8        | 2     | 0,25     |
| Dock Sud            | 1921-1924  | 77       | 35    | 0,45     |
| El Porvenir         | 1924-1930  | 148      | 89    | 0,59     |
| Huracán             | 1931-1934  | 88       | 25    | 0,28     |
| Selección argentina | 1922-1925  | 5        | 0     | 0,00     |
| Total en su carrera | 1921-1934  | 269      | 151   | 0,57     |

## Palmarés

### Campeonatos internacionales
| Título                  | Equipo                 | Sede      | Año  |
| ----------------------- | ---------------------- | --------- | ---- |
| Campeonato Sudamericano | Selección de Argentina | Argentina | 1925 |

## Selección nacional

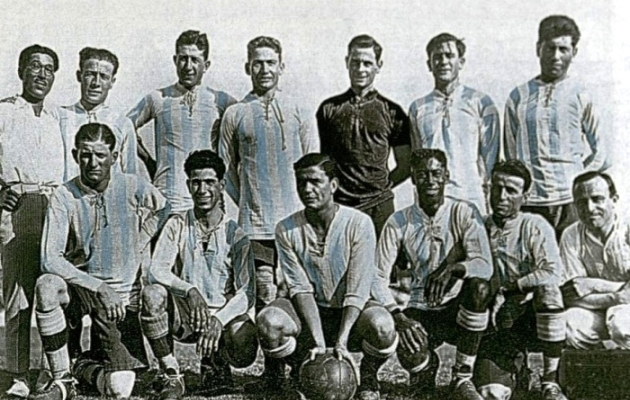
Selección argentina de 1925

Si bien en la selección de fútbol argentina han jugado algunos jugadores con ascendencia africana (como José Ramos Delgado y Héctor Baley), Alejandro de los Santos es el primer futbolista afroargentino, en este caso, negro y no mulato como los mencionados anteriormente, que se conoce que jugó para la selección. Carlos Rufino Fariña formó parte del plantel de la selección argentina subcampeona del Campeonato Sudamericano 1942 (actual Copa América), pero no llegó a tener minutos de juego.
En 1925 conquistó la Copa América con la selección formando delantera, entre otros, con Manuel Seoane, quien fuera también su compañero de ataque en El Porvenir. En la fotografía, el que tiene el balón es Seoane y el de al lado es De los Santos.